# Domowik

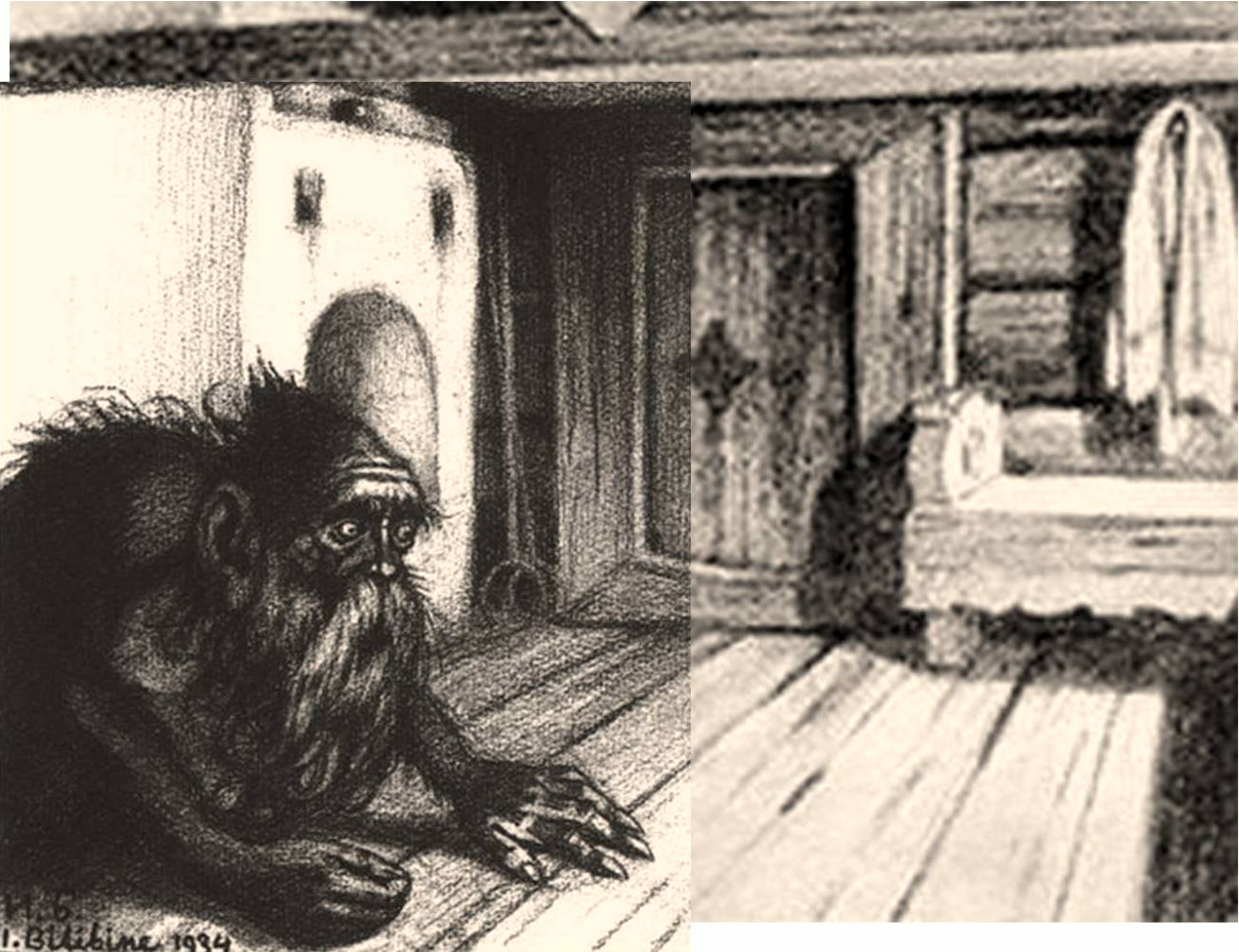
Wizerunek domowika autorstwa Iwana Bilibina (1934)

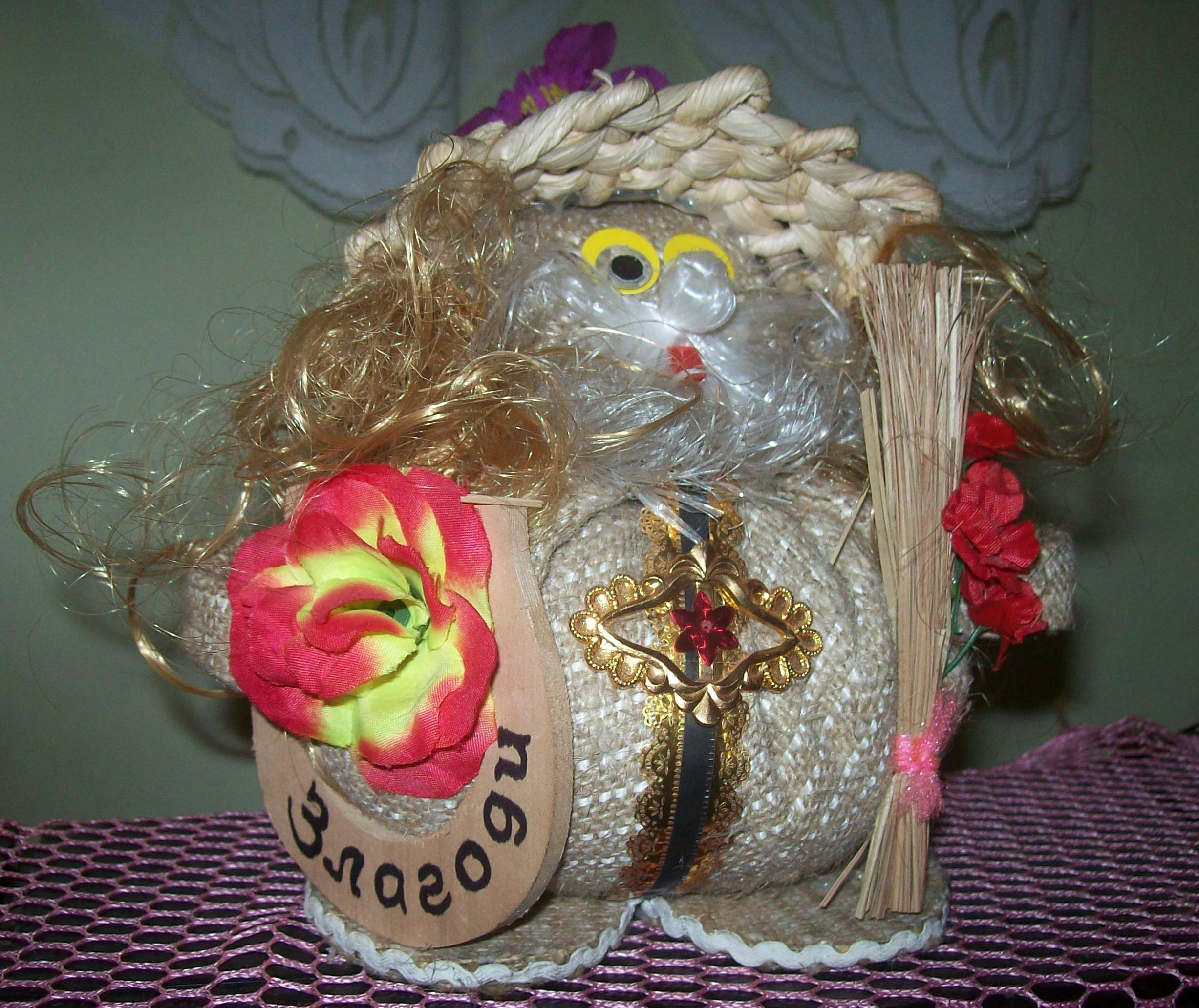
Współczesne wyobrażenie domowika – pamiątka z Ukrainy

Domowik, domownik, domowy, domowoj – znany na Rusi duch opiekuńczy domu. Strzegł domu i obejścia, pomagał w codziennych pracach, troszczył się także o zwierzęta gospodarskie. Utożsamiano go z duchem dawnego gospodarza domu.
Domowik był traktowany przez mieszkańców domu jak członek rodziny, należało pamiętać o zostawieniu dla niego pożywienia. Podczas zmiany mieszkania proszono domowika, by przeniósł się wraz z gospodarzami do nowego domu. Domowik zaniedbany mścił się na gospodarzach (np. tłukąc talerze, strasząc mieszkańców, bijąc dzieci) lub wyprowadzając się z chałupy. Mógł też zesłać złe moce, zmory i strzygi.
Wierzono, że nocą przechadzał się po domu, a mieszkał za piecem, pod progiem, na strychu, w chlewiku lub stodole. Przybierał postać ubranego po chłopsku małego dziadka z długimi siwymi włosami i bujną brodą. Mógł też przybierać postaci kota, psa, węża lub szczura. Czasem przypisywano mu także towarzyszkę, domowichę lub domachę, identyfikowaną najczęściej z kikimorą, która wychodziła nocą spod podłogi i przędła wełnę. Polskim odpowiednikiem domowika było uboże.